# Ozu Yasujirō
Ozu Yasujirō (小津 安二郎 (Tiểu Tân An Nhị Lang) Ozu Yasujirō, 12 tháng 12 năm 1903 – 12 tháng 12 năm 1963) là một đạo diễn và nhà biên kịch người Nhật Bản. Trong sự nghiệp 40 năm trải dài từ thời kì phim câm đến giai đoạn hoàng kim của điện ảnh Nhật những năm 1950, Ozu đã cho ra đời hơn 50 bộ phim bao gồm cả phim câm, phim nói đen trắng và phim màu trong đó người ta hiện chỉ còn lưu giữ được hơn 30 phim vì nhiều phim thuộc thời kì phim câm của đạo diễn đã bị thất lạc và không thể tìm lại.
Nếu như ở giai đoạn đầu sự nghiệp, các tác phẩm của Ozu thể hiện ảnh hưởng của điện ảnh Mỹ thì từ năm 1932 với Umarete wa mita keredo, đạo diễn đã dần hình thành phong cách làm phim riêng của mình với đề tài chính là cuộc sống của giới bình dân hoặc tầng lớp sinh viên. Sau chiến tranh, bộ phim Banshun do ông thực hiện năm 1949 đã đánh dấu bước ngoặt trong sự nghiệp đạo diễn khi Ozu bắt đầu tập trung thực hiện những bộ phim về đề tài gia đình với nội dung giản dị, sâu sắc, vừa có dấu ấn truyền thống Nhật Bản, vừa mang tính thời đại. Ở giai đoạn này phim của Ozu thường có nhịp độ chậm rãi, phần thoại mang nhiều tính triết lý và những suy ngẫm về quan hệ gia đình, sự cô đơn và cái chết.
Ozu thường được biết tới với phong cách sử dụng các góc quay tĩnh, đặt thấp cùng phần bối cảnh đơn giản nhưng tinh tế, ông là một đạo diễn nổi tiếng khắt khe và thường chọn một số diễn viên quen thuộc của ông như Hara Setsuko hay Ryu Chishu để đảm nhận những vai chính. Cùng với Kurosawa Akira, Mizoguchi Kenji và Naruse Mikio, Ozu được coi là biểu tượng của nền điện ảnh Nhật Bản, nhiều tác phẩm của ông được coi là những kiệt tác của Nhật Bản nói riêng và điện ảnh thế giới nói chung như Umarete wa mita keredo, Chichi ariki hay Tokyo monogatari. Chỉ sau khi đạo diễn qua đời, tác phẩm của ông mới được giới thiệu ra thế giới và rất nhiều nhà điện ảnh quốc tế đã bày tỏ sự yêu thích và chịu ảnh hưởng từ phong cách làm phim rất riêng của Ozu.

## Tiểu sử

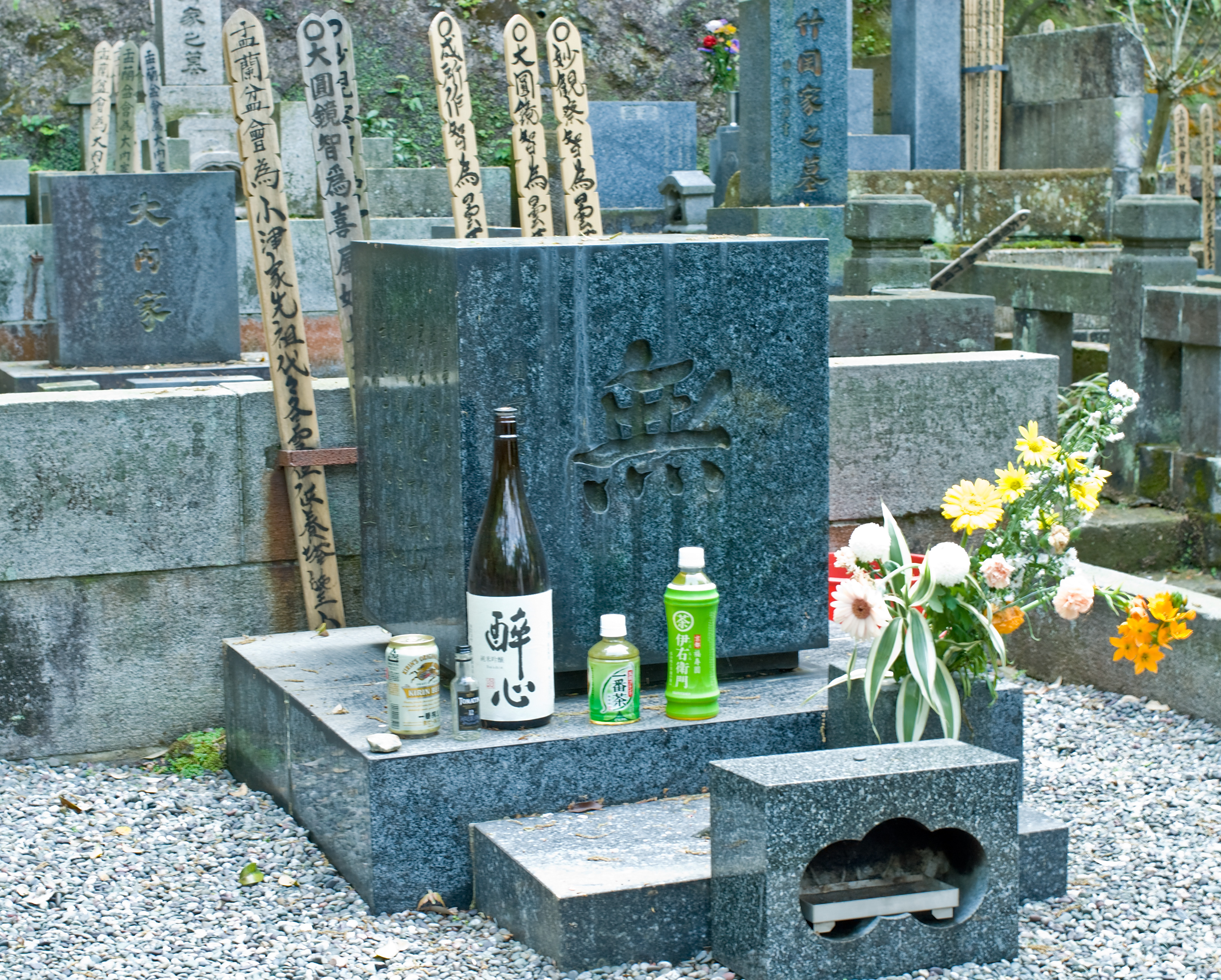
Ngôi mộ của Ozu tại đền Engaku-ji thuộc Kamakura, Kanagawa với duy nhất một chữ vô khắc trên bia mộ.

Ozu Yasujirō sinh ngày 12 tháng 12 năm 1903 tại Furukawa, Tokyo. Đây là một khu phố nằm ở phía Nam của thủ đô với hệ thống kênh ngòi ở cửa sông Sumida, trong một số bộ phim sau này đạo diễn thường nhắc lại những kỉ niệm thời thơ ấu thông qua hình ảnh những cây cầu hoặc các tòa nhà in bóng trên mặt nước. Bố mẹ của Ozu thuộc tầng lớp tương đối sung túc, hai ông bà có năm người con trong đó đạo diễn tương lai là con thứ. Năm Ozu mười hai tuổi, mẹ của ông đưa các con về sống tại Matsusaka, quê hương của bố Ozu. Sau khi học tiểu học ở Matsusaka, Ozu đăng ký học trung học tại thành phố láng giềng Ujisenda, nơi đạo diễn tương lai bắt đầu hình thành tình yêu với điện ảnh. Năm 19 tuổi, vì thi trượt Đại học Waseda Ozu quyết định chọn nghề dạy học tại một làng miền núi hẻo lánh cách Matsusaka chừng ba mươi cây số, đây có lẽ là giai đoạn buồn bã nhất trong cuộc đời của ông. Làm giáo viên được một năm thì gia đình Ozu chuyển về đoàn tụ tại Tokyo, ông quyết định tận dụng cơ hội này để theo đuổi nghề điện ảnh bằng cách nhờ bố mẹ giới thiệu cho ông vào làm trợ lý trong hãng phim Shochiku Kinema, tiền thân của hãng Shochiku sau này. Năm 1934 trong khi Ozu đang quay bộ phim Haha o kowazuya mà phần mở đầu đề cập tới cái chết của một người cha thì người cha của chính Ozu qua đời, mẹ của đạo diễn qua đời năm 1961.
Trái ngược với sự nghiệp phong phú với rất nhiều tác phẩm điện ảnh, những chi tiết về đời tư của đạo diễn không được ghi chép lại nhiều. Ozu nổi tiếng là người thích uống rượu và uống rượu khỏe, ông thường cùng nhà biên kịch Noda Kogo ngồi uống rượu tại nhà trọ trong nhiều ngày để sáng tác kịch bản mới, rất nhiều phim của Ozu cũng có những cảnh uống rượu sake hoặc whisky. Tuy thời trẻ từng chịu ảnh hưởng của các tác phẩm điện ảnh phương Tây nhưng Ozu chỉ ra nước ngoài hai lần duy nhất trong thời gian chiến tranh. Cho tới khi mất, Ozu vẫn chỉ sống với mẹ của ông, đạo diễn chưa từng lập gia đình và không có con cái. Mắc ung thư, ông qua đời vào đúng ngày sinh nhật lần thứ 60, 12 tháng 12 năm 1963. Trên nấm mộ của mình ở Đền Engaku-ji thuộc Kamakura, Kanagawa, đạo diễn chỉ cho khắc duy nhất một chữ mu (無, vô), chữ thể hiện ý nghĩa cốt yếu của tư tưởng Thiền.

## Sự nghiệp

### Giai đoạn 1922–42
Sự nghiệp của Ozu có thể chia làm hai giai đoạn chính ngăn cách bởi cuộc Chiến tranh thế giới thứ hai. Năm 21 tuổi, Ozu vào làm trong hãng phim Sochiku, một hãng phim đóng tại Kamata, Ōta, Tokyo chuyên sản xuất những bộ phim tâm lý tình cảm, với vai trò trợ lý quay phim, khi được hỏi về những bộ phim của hãng Shochiku mà mình đã xem, Ozu đã thừa nhận rằng ông chỉ đam mê điện ảnh Mỹ và chỉ nhớ được có ba bộ phim Nhật. Hai năm sau ông trở thành trợ lý đạo diễn và một năm sau là vai trò đạo diễn cho những bộ phim được hãng giao chứ không phải theo lựa chọn của chính ông. Tác phẩm điện ảnh đầu tiên do Ozu đạo diễn có tựa đề Zange no yaiba, đây là một phim thuộc thể loại jidaigeki hay phim lịch sử lấy bối cảnh nước Nhật trong quá khứ, về sau Ozu không còn thực hiện thêm bất cứ tác phẩm jidaigeki nào mà ông chỉ tập trung vào thể loại gendaigeki hay phim lấy bối cảnh nước Nhật đương đại. Zange no yaiba cùng 6 bộ phim tiếp theo của Ozu trải qua thời gian đều đã bị thất lạc, bộ phim sớm nhất của đạo diễn còn được lưu giữ nguyên vẹn cho tới ngày nay là Wataki hi (1929), một tác phẩm làm về đề tài cuộc sống sinh viên. Mang nhiều đặc điểm của điện ảnh phương Tây như các cú máy "travelling" hay những khuôn hình toàn cảnh, bộ phim được đánh giá là nhẹ nhàng và làm vừa lòng khán giả. Năm 1930, Ozu thực hiện hai bộ phim hình sự là Hogarakani ayume và Sono yo no tsuma, đây là hai trong số ba bộ phim duy nhất của đạo diễn thuộc thể loại này (cùng với Hijisen no onna năm 1936), Sono yo no tsuma chịu ảnh hưởng lớn của phim hình sự Mỹ tới mức ngoài dàn diễn viên Nhật thì bộ phim không khác gì một sản phẩm của Hollywood. Tuy rất gần gũi với những phim đen (film noir) hiện đại, bản thân đạo diễn cũng tỏ ra không hài lòng với những phim hình sự của ông trong khi giới phê bình Nhật thường coi đây chỉ là những phút nông nổi thời trẻ của nhà điện ảnh tên tuổi. Cũng trong năm 1930 Ozu cho ra đời một tác phẩm khác về đề tài sinh viên, đó là bộ phim hài kiểu Mỹ Radudai wa shita keredo. Sản xuất trong thời gian Đại khủng hoảng, phim cũng mang nhiều tình tiết châm biếm như một sinh viên bỏ rất nhiều công sức để có tấm bằng cuối cùng lại không thể xin được việc trong khi một người khác lười biếng, phải thi lại, nhưng cuối cùng lại có thể ăn không ngồi rồi một năm vì có sự hỗ trợ của bố mẹ. Một năm sau đạo diễn tiếp tục thực hiện hai bộ phim hài là Shukujo to hige, một tác phẩm hài thông thường lấy bối cảnh trường học, và Tokyo no gassho, một phim có phần mở đầu hài hước về cuộc sống sinh viên nhưng kết thúc bằng cảnh đời khó khăn của một viên chức nhỏ trong cảnh kinh tế suy thoái. Trong Tokyo no gassho, lần đầu tiên Ozu thử nghiệm những góc quay thấp và khuôn hình tĩnh, những đặc điểm điển hình trong phim giai đoạn sau của đạo diễn.

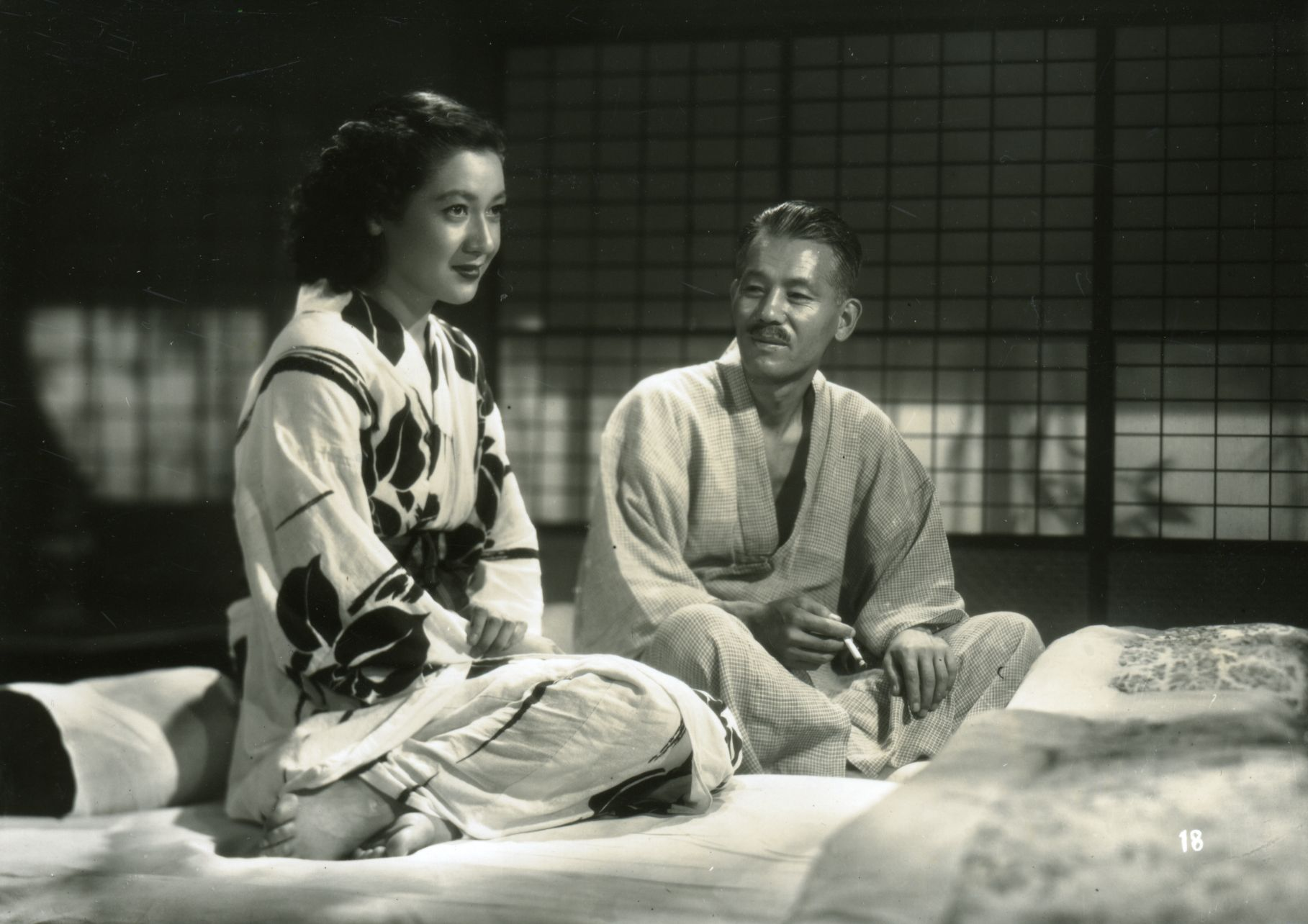
Ryu Chishu và Hara Setsuko trong Banshun. Ryu Chishu đã được Ozu chọn đóng trong bộ phim nói đầu tiên của ông là Hitori musuko.

Năm 1933 dựa trên cảm hứng từ bộ phim The Champ (1931) của King Vidor, Ozu thực hiện bộ phim Dekigokoro lấy đề tài về cuộc sống của tầng lớp công nhân Tokyo, đây là tác phẩm thử nghiệm của đạo diễn với những chân trời điện ảnh mới thay vì những bộ phim tình cảm lãng mạn theo kiểu Mỹ mà ông đã chán ngán. Tác phẩm này của Ozu được coi là nguồn cảm hứng cho loạt phim Otoko wa tsurai yo do Yamada Yoji thực hiện cho hãng Shochiku năm 1969. Trước Dekigokoro một năm, Ozu cho ra đời Umarete wa mita keredo, tác phẩm được coi là phim câm xuất sắc nhất của ông, bộ phim nói về sự đối đầu giữa một người cha nhu nhược với hai đứa con trai tuy nhỏ tuổi nhưng đã có cá tính rất mạnh mẽ. Chứng kiến sự khúm núm của người cha trước ông sếp cấp trên, hai đứa con trai thất vọng tới mức bỏ ăn vì người cha giải thích rằng mình phải cư xử như vậy là để có tiền nuôi cả gia đình, sự cứng rắn của hai đứa con đẩy ông tới chỗ phải lựa chọn hoặc là tiếp tục nhún nhường trước cấp trên để có công việc ổn định, hoặc là cư xử mạnh mẽ để có được sự tự hào từ các con. Tuy đề cập tới một đề tài nghiêm túc nhưng Ozu đưa vào phim nhiều cảnh hài hước và tạo cho tác phẩm của mình nhiều tầng ý nghĩa, với khán giả thuộc tầng lớp nghèo họ sẽ cảm thấy đây là một phim hài còn với khán giả thuộc tầng lớp trung lưu hay giới phê bình điện ảnh, họ sẽ thấy đây là một phim hết sức nghiêm túc. Mặc dù vẫn còn chịu ảnh hưởng của phim Mỹ nhưng Umarete wa mita keredo đã chứng tỏ Ozu hoàn toàn nắm bắt được thực tế của xã hội Nhật đương đại, giới phê bình coi bộ phim này của Ozu là một kiệt tác xuất sắc không chỉ của phim câm Nhật mà còn của cả nền điện ảnh thế giới.
Ukigusa monogatari được đạo diễn thực hiện năm 1934 dựa theo bộ phim Mỹ The Barker (1928) của đạo diễn Georges Fitzmaurice, tác phẩm lấy bối cảnh là cuộc sống của những diễn viên sân khấu với câu chuyện về một diễn viên bị giằng xé giữa gia đình và cuộc sống mới với người tình. Năm 1959 Ozu làm lại tác phẩm này dưới tên mới Ukigusa. Cùng với Dekigokoro, Ukigusa monogatari cho thấy Ozu đã bắt đầu loại bỏ những yếu tố hoàn toàn Hollywood để xây dựng một phong cách riêng cho mình, ví dụ ông đã thay thế những cảnh bạo liệt trong các bộ phim Mỹ gốc bằng những tình huống nhẹ nhàng theo kiểu Nhật, nhân vật chính trong phim cũng không còn được Ozu rập khuôn theo những hình mẫu nhân vật trong phim Mỹ. Hitori musuko (1936) là bộ phim nói đầu tiên của Ozu, người đã kiên trì với phim câm và tránh thể loại phim mới này trong một thời gian dài, ông thực hiện Hitori musuko với phần âm thanh được giao cho Mohara Hideo, người quay hầu hết các phim trước đó của đạo diễn. Phần hình ảnh của phim do Sugimoto Masajiro đảm nhiệm, trợ tá của ông là Atsuta Yuharu, người sau này trở thành quay phim cho gần như toàn bộ phim giai đoạn sau của Ozu. Theo nhà biên kịch Noda Kogo, Ozu lấy cảm hứng từ bộ phim Mỹ Make Way for Tomorrow (1936) của Leo McCarey để làm Hitori musuko, tác phẩm nói về một người mẹ sẵn sàng làm lụng vất vả vì thành công của con cái, đề tài sau này còn được đạo diễn sử dụng trong nhiều tác phẩm khác. Bộ phim được Ozu hoàn thành trước Hitori musuko một năm là Tokyo no yado cũng được dựng thành bản phim nói trong thời gian này. Tokyo no yado khắc họa cuộc sống khốn cùng của một người công nhân bị mất việc mà một đứa con trai. Cả Hitori musuko và Tokyo no yado đều được coi là những bộ phim xuất sắc của Ozu về đề tài cuộc sống của những người dân nghèo trong thời kì nước Nhật phải hứng chịu cuộc khủng hoảng kinh tế.

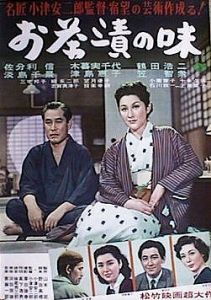
Ochazuke no aji là kịch bản đầu tiên của Ozu sau khi đạo diễn trở về từ Trung Quốc. Tuy nhiên do bị kiểm duyệt nên đạo diễn chỉ thực hiện được kịch bản này vào năm 1952.

Tháng 9 năm 1937 Ozu được tổng động viên vào quân đội đế quốc Nhật, với quân hàm hạ sĩ ông đóng quân tại Trung Quốc trong vòng hai mươi tháng và được chứng kiến tận mắt những trận đánh khốc liệt tại chiến trường này. Trở về Nhật Bản, Ozu thực hiện bộ phim Todake no kyodai (1941), tác phẩm nói về sự li tán của một gia đình với cái chết của người cha. Từng có nhiều bộ phim Nhật làm về câu truyện này như Haha izuko (1922) của Ushihara Kiyohiko nhưng tác phẩm của Ozu là bộ phim đầu tiên vượt được khỏi khuôn khổ của một phim tâm lý tình cảm thông thường để đạt được những giá trị nghệ thuật sâu sắc. Todake no kyodai được coi là tác phẩm mở đầu cho đề tài về gia đình với nhiều hình mẫu được lặp lại trong các bộ phim giai đoạn sau của đạo diễn, có một điều trùng hợp là người cha trong Todake no kyodai qua đời vào đúng ngày sinh nhật lần thứ 60, chi tiết trùng khớp với cuộc đời của đạo diễn vì Ozu trút hơi thở cuối cùng cũng vào ngày sinh nhật lần thứ 60 của ông. Vốn đã đề cập nhiều tới đề tài gia đình trong phim của mình, năm 1942 Ozu cho ra đời bộ phim xuất sắc nhất của ông trong giai đoạn trước chiến tranh về đề tài này, đó là Chichi ariki. Bộ phim kể về một giáo viên trung học góa vợ (Ryu Chishu) vì cảm thấy có lỗi trong cái chết của một học sinh nên quyết định thôi nghề giáo và lên Tokyo để có tiền cho đứa con trai ở quê nhà ăn học. Con ông (Sano Shuji) sau đó cũng trở thành giáo viên nhưng rồi lại muốn bỏ việc lên thành phố để sống gần bố, một quyết định bị người cha phản đối cho tới khi qua đời vì ông cho rằng con trai mình cần có trách nhiệm với nghề dạy học. Hình ảnh nhân vật đặt trách nhiệm với xã hội lên trên hạnh phúc cá nhân vốn là một đặc điểm rất Nhật Bản và xuất hiện trong nhiều phim Nhật làm về đề tài lịch sử, tuy nhiên trong những bộ phim lấy đề tài đương đại thì nhân vật do Ozu sáng tạo ra trong Chichi ariki là ngoại lệ hiếm hoi. Chichi ariki sau khi ra đời đã được đón nhận rất nồng nhiệt vì nó vừa có chất lượng nghệ thuật cao, vừa nguyên bản không dựa vào tác phẩm văn học như trào lưu thịch hành, lại phản ánh được quan niệm đặt trách nhiệm lên hàng đầu vốn được coi trong ở Nhật Bản thời chiến. Theo nhà phê bình Yamamoto Kikuo, Ozu đạo diễn Chichi ariki với cảm hứng từ bộ phim Mỹ Sorrell and Son (1927) của Herbert Brenon, một bộ phim nói về sự hy sinh của người cha để đứa con có thể thành đạt trong sự nghiệp, đề tài cha mẹ hy sinh vì con cái cũng là đề tài được yêu thích thời gian này ở cả Mỹ và Nhật Bản.

### Giai đoạn 1943–63
Một năm sau Chichi ariki, hãng Shochiku gửi đạo diễn tới Singapore với vai trò phụ tá trong Lục quân Đế quốc Nhật Bản và thành viên cơ quan thông tin để thực hiện một phim chiến tranh có tên Harukanari fubo no kuni - Biruman sensen nói về chiến dịch của quân đội Nhật tại Myanmar. Tại Singapore, đạo diễn từ bỏ dự án phim chỉ sau vài cảnh quay, thay vào đó ông dành thời gian xem các bộ phim mới của phương Tây bị quân đội Nhật tịch thu, trong số này ông đặc biệt ấn tượng với Angel (1937) của Ersnt Lubitsch, đạo diễn mà Ozu yêu thích, và Công dân Kane (Citizen Kane, 1941) của đạo diễn lúc này còn ít tên tuổi Orson Welles. Khi trở về Nhật Bản ông đã phát biểu về Welles rằng: "Chàng thanh niên hai tư tuổi này còn tài năng hơn cả Charlie Chaplin". Cho tới khi kết thúc chiến tranh đạo diễn không hề thực hiện một bộ phim nào tuyên truyền cho quân đội Nhật Bản, các bộ phim làm trong giai đoạn này của Ozu cũng không bao giờ có sự xuất hiện của hình ảnh binh lính, thực tế thì Ozu hay Naruse Mikio thuộc nhóm đạo diễn không để ý nhiều tới thời cuộc và chỉ làm phim theo phong cách của chính họ. Tháng 8 năm 1945 sau khi Nhật Bản đầu hàng đồng minh, Ozu và nhiều đồng nghiệp ở Singapore bị tạm giam trong nhà tù của quân đội Anh ở Singapore, nơi đạo diễn giết thời gian bằng cách làm thơ. Tới tháng 2 năm 1946 thì Ozu được trả tự do, ông hồi hương và tiếp tục làm việc cho hãng Shochiku ở Ofuna, tác phẩm đầu tiên của Ozu sau chiến tranh là Nagaya shinshi roku thực hiện năm 1947 nói về cuộc sống của một khu phố bình dân của Tokyo bị không quân Mỹ phá hủy. Một năm sau Ozu cho ra đời Kaze no naka no mendori, một tác phẩm khắc họa số phận của người dân Nhật Bản sau khi chiến tranh kết thúc với nhiều cảnh quay chân thực tới mức gây sốc. Kaze no naka no mendori không được giới phê bình đánh giá cao và chính bản thân Ozu cũng coi đó là một thất bại của ông.
Năm 1949, bước ngoặt sự nghiệp của đạo diễn đến khi ông hợp tác với nhà biên kịch Noda Kogo để quay bộ phim Banshun (Xuân muộn), bộ phim xuất sắc mở đầu cho phong cách riêng của đạo diễn. Banshun nói về cuộc sống bình dị của một giáo sư đại học góa vợ (Ryu Chishu) và con gái duy nhất (Hara Setsuko), điều lo lắng nhất của ông giáo sư là gả chồng cho con gái trong khi cô gái lại không muốn lập gia đình vì không muốn để bố sống cô đơn. Thay vì những xung đột hay kịch tính xã hội thông thường, bộ phim chỉ tập trung khắc họa chi tiết tình cảm và suy nghĩ tế nhị, nhiều khi đối lập của hai nhân vật chính thông qua những bối cảnh hết sức thông thường như tiệc trà hay đám cưới. Đây là một trong những bộ phim đầu tiên của Nhật Bản sau chiến tranh thực sự khắc họa sự quay trở lại của hòa bình và yên ổn trong xã hội Nhật, yếu tố được Ozu lặp lại nhiều lần trong các bộ phim sau này. Bộ phim Banshun không chỉ đánh dấu bước ngoặt về phong cách của Ozu mà còn mở đầu cho sự hợp tác giữa đạo diễn với một nhóm làm phim thân cận gồm nhà biên kịch Noda Kogo, đồng tác giả kịch bản của Ozu trong hầu hết các phim giai đoạn sau và Atsuta Yuharu, người phụ trách quay phim cho gần như toàn bộ phim của đạo diễn kể từ Todake no kyodai (1941) và được coi như "con mắt" của Ozu trong các bộ phim của ông. Tiếp sau Banshun, Ozu thực hiện Bakushu (Đầu hè, 1951), một phim gia đình với nhân vật chính là cặp vợ chồng già (Sugai Ichiro và Higashiyama Chieko), cô con gái đến tuổi lấy chồng (Hara Setsuko) và vợ chồng người anh trai (Ryu Chishu và Miyake Kuniko). Đây là một tác phẩm hiếm hoi của Ozu đề cập trực tiếp tới xung đột của các thành viên trong gia đình khi cô con gái bất ngờ lấy một người đàn ông góa vợ bất chấp sự phản đối của gia đình. Năm 1952 Ozu hiện thực hóa một kịch bản ông viết từ năm 1939, đó là Ochazuke no aji, một tác phẩm đề cập tới cuộc sống của một cặp vợ chồng gặp xung đột vì xuất thân khác biệt. Kịch bản này của Ozu sau khi ra đời năm 1939 đã bị cơ quan kiểm duyệt Nhật loại bỏ chỉ vì có những cảnh phụ nữ thuộc tầng lớp trung lưu sống nhàn rỗi, hình ảnh được coi là không phù hợp trong hoàn cảnh Nhật Bản tham gia chiến tranh, sự kiện này đã gây sốc cho làng điện ảnh Nhật Bản vì sự chặt chẽ của cơ quan kiểm duyệt ngay cả đối với một đạo diễn nổi tiếng như Ozu.
Hai năm sau Bakushu, Ozu thực hiện một trong những bộ phim xuất sắc nhất của ông, Tokyo monogatari (Truyện kể Tokyo). Tác phẩm kể lại chuyến đi tới Tokyo của một cặp vợ chồng già (Ryu Chishu và Higashiyama Chieko) để thăm các con (Yamamura So, Sugimura Haruko). Bắt đầu chuyến đi với cảm giác hạnh phúc vì được gặp lại con cháu, hai vợ chồng nhanh chóng nhận ra rằng các con của họ quá bận bịu để có thể dành thời gian cho bố mẹ, người duy nhất quan tâm tới hai người cuối cùng lại là vợ góa (Hara Setsuko) của người con trai đã chết trong chiến tranh của ông bà. Bộ phim đề cập tới tất cả những tình cảm và suy nghĩ sâu sắc của con người về cuộc sống, cái chết, sự cô đơn cùng những quan hệ gia đình tinh tế, nhiều màu sắc được thể hiện bởi diễn xuất ấn tượng của dàn diễn viên. Chỉ cần thông qua những nụ cười của các nhân vật, Ozu cũng đã khắc họa được nỗi buồn sâu kín của từng người trước sự tan vỡ không thể tránh khỏi của quan hệ gia đình gắn bó kiểu truyền thống, bản thân đạo diễn cũng coi đây là tác phẩm "ướt át" (melodramatic) nhất của mình. Sau khi được giới thiệu ra quốc tế, tác phẩm đã gây tiếng vang lớn và được coi là một trong những kiệt tác của điện ảnh thế giới. Năm 1956, Ozu đạo diễn Soshun (Xuân sớm), một bộ phim dường như quay lại phong cách thời kì đầu của đạo diễn với nhân vật chính là những viên chức nhỏ sống trong một khu phố bình dân của Tokyo, một trong số họ (Ikebe Ryo) yêu thầm một đồng nghiệp nữ (Kishi Keiko) mặc dù ông ta đã có vợ (Awashima Chikage). Với nhiều chi tiết hài hước, bộ phim khắc họa một cách chân thực xã hội Nhật Bản ở giai đoạn khó khăn khi người dân thường vẫn chưa được chứng kiến thành quả của sự bùng nổ kinh tế. Tác phẩm đen trắng cuối cùng của Ozu, Tokyo boshoku (1957) là bộ phim mang màu sắc ảm đạm nhất của đạo diễn, tác phẩm nói về một người phụ nữ (Hara Setsuko) bỏ chồng để rồi sau đó tìm lại được người mẹ đã mất tích sau nhiều năm, đây là bộ phim duy nhất Ozu xây dựng nhân vật của Hara Setsuko là một phụ nữ bỏ chồng, Hara Setsuko trong phim cũng thường mặc áo khoác dày và đeo khẩu trang che gần kín mặt, hình tượng nhân vật nữ ở giai đoạn đổi thay này sau đó không còn được Ozu lặp lại trong phim của ông. Bối cảnh của phim cũng diễn ra trọn vẹn trong mùa đông đã đem lại cho Tokyo boshoku một gam màu hết sức buồn bã khiến phim khi công chiếu không nhận được phản ứng tốt từ công chúng. Tuy nhiên Tokyo boshoku được coi là một tác phẩm quan trọng trong giai đoạn sau của Ozu vì nó cho thấy sức sáng tạo của đạo diễn ở nhiều đề tài khác nhau, một phản đề cho những chỉ trích rằng phim của Ozu thường đơn giản và ít thay đổi về đề tài, đồng thời Tokyo boshoku cũng là bộ phim cuối cùng ở giai đoạn sau của Ozu cho thấy mối liên hệ với những tác phẩm ở giai đoạn trước chiến tranh của đạo diễn.
Higanbana (Hoa điểm phân, 1958) là phim màu đầu tiên của Ozu, đây tiếp tục là một phim gia đình với đề tài nhẹ nhàng và dàn diễn viên tên tuổi của đạo diễn. Một người cha (Saburi Shin) tức giân vì con gái (Arima Ineko) lập gia đình không hỏi ý kiến ông nên quyết định không dự đám cưới của con làm vợ ông (Tanaka Kinuyo) và người họ hàng (Yamamoto Fujiko) phải hết sức thuyết phục để buổi lễ diễn ra suôn sẻ. Đây được coi là một tác phẩm hoàn hảo về cả nội dung, diễn xuất của các diễn viên nhất là Yamamoto Fujiko và cả thiết kế mỹ thuật của các ngôi nhà truyền thống kiểu Nhật. Năm 1959, Ozu quay lại với phim hài với Ohayo (Xin chào). Tương tự như tác phẩm xuất sắc đầu tiên của đạo diễn là Umarete wa mita keredo, bộ phim khắc họa quan hệ giữa cha mẹ và hai đứa con trai nhỏ trong đó xung đột nhỏ trong gia đình lại gây ra rắc rối cho cả một khu phố nơi mọi người từng có quan hệ gắn bó ngày càng trở nên xa cách. Năm 1959, Ozu đạo diễn bộ phim màu duy nhất cho hãng Daei là Ukigusa. Đây là tác phẩm làm lại một bộ phim từ năm 1934 của đạo diễn là Ukigusa monogatari, nếu như tác phẩm gốc là một phim hài thì bộ phim năm 1959 của Ozu lại mang đậm tính triết lý và những suy nghĩ hoài cổ với góc máy quay tuyệt đẹp của Miyagawa Kazuo, người thường đảm nhận quay phim cho Mizoguchi Kenji. Bộ phim màu thứ tư của đạo diễn là Akibiyori (Cuối thu, 1960) với những nhân vật chính ở vào độ tuổi của đạo diễn, đó là ba viên chức sắp tới thời điểm nghỉ hưu (Saburi Shin, Nakamura Nobuo và Kita Ryuji) muốn tìm cách giúp đỡ vợ góa của người bạn cũ (Hara Setsuko) và con gái của bà (Tsukasa Yoko) lập gia đình mới. Sự quan tâm và gắn bó giữa các nhân vật trong phim được thể hiện qua các chi tiết hài hước tinh tế và những cuộc xung đột nhỏ nhưng bộc lộ được những lẽ chính yếu của cuộc sống con người.
Năm 1961 Ozu Yasujirō đạo diễn bộ phim màu Kohayagawa-ke no aki tại trường quay của hãng Toho ở Takarazuka với dàn diễn viên gồm hầu hết các ngôi sao lớn nhất của điện ảnh Nhật Bản đương thời. Phim có nhân vật chính là một ông già ở tuổi gần đất xa trời (Nakamura Ganjiro) nhưng vẫn muốn tận hưởng những thú vui của cuộc sống như chơi với con cháu và nhất là muốn tìm lại người tình trong quá khứ bất kể sự phản đối của các con và sức khỏe không ổn định. Phim chứng kiến diễn xuất xuất sắc của Nakamura trong vai người cha già và cũng ẩn chứa nhiều thông điệp tinh tế của Ozu về cuộc sống thông qua những câu thoại và chi tiết hài hước nhỏ trong phim. Samma no aji (1962) là bộ phim cuối cùng trong sự nghiệp của đạo diễn và được coi như một di ngôn của Ozu, đây cũng là một tác phẩm lấy đề tài về gia đình và những suy nghĩ của tuổi già, chủ đề mà Ozu theo đuổi trong những phim cuối cùng trước khi ông qua đời năm 1963. Có cốt truyện chính gần tương tự với Banshun, Samma no aji đề cập tới những suy nghĩ của một viên chức ở tuổi gần nghỉ hưu (Ryu Chishu) về người con gái (Iwashita Sima) không muốn lấy chồng vì muốn dành thời gian chăm sóc bố. Trong cả hai bộ phim màu cuối cùng, người xem đều được chứng kiến phong cách đạo diễn đã đạt tới mức hoàn hảo của Ozu với những cảnh quay tĩnh, các câu thoại ngắn, sâu sắc và những chi tiết tuy rất nhỏ nhưng đều thể hiện ý nghĩa tinh tế. Samma no aji kết thúc với hình ảnh người cha ngồi lặng lẽ một mình sau đám cưới của con gái, hình ảnh khiến người xem xúc động không chỉ vì nỗi buồn sâu kín của người cha thể hiện qua dáng ngồi mà còn vì sự cô đơn tuyệt đối toát ra từ tác phẩm cuối cùng của Ozu.

## Phong cách

### Đề tài
Ở thời kì đầu, Ozu thường chỉ đảm nhiệm vị trí đạo diễn mà ít khi tham gia viết kịch bản, trong nhiều phim ông là người cung cấp ý tưởng cho các nhà biên kịch với bút danh "James Maki" hay "Uinzato Mone" ("Without Money", "Không tiền"). Ở giai đoạn sau Ozu bắt đầu kiêm luôn vị trí biên kịch cho phim và kể từ Banshun (1949) thì kịch bản phim của Ozu luôn do chính đạo diễn và nhà biên kịch Noda Kogo thực hiện. Là một trong những đạo diễn trẻ chịu ảnh hưởng lớn nhất từ điện ảnh Mỹ, trong giai đoạn đầu, phim của Ozu có đề tài rất đa dạng và mang phong cách điện ảnh thời thượng với những nhân vật hiện đại ăn mặc theo kiểu phương Tây và có lối sống cũng chịu ảnh hưởng của lối sống phương Tây, ngoài dàn diễn viên Nhật thì những tác phẩm này hoàn toàn giống với những bộ phim Mỹ cùng thời kì. Phim của Ozu thường khai thác đề tài sinh viên, một đề tài phổ biến trong phim Mỹ, phim tội phạm của Ozu cũng có nhân vật phụ nữ nguy hiểm (femme fatale), có súng ngắn, những đôi tình nhân tội phạm và những cuộc đuổi bắt của cảnh sát, phim hài của Ozu lại chịu ảnh hưởng rõ rệt phim hài của Chaplin, Harold Lloyd hay Laurent và Hardy, các nhân vật hài của Ozu cũng có tính cách và bị đặt trong những tình huống tương tự như Buster Keaton. Đối tượng trong phim giai đoạn đầu này của Ozu thường là những nhân vật nghèo khó, khốn khổ, luôn bị cảnh túng thiếu vây hãm, trừ Umarete wa mita keredo đã mang ít nhiều phong cách độc đáo của Ozu sau này, xung đột nảy sinh bởi sự nghèo khó thường được đạo diễn giải quyết theo phong cách của những bộ phim phương Tây. Ở giai đoạn sau, đạo diễn không còn đề cập tới tầng lớp nghèo của xã hội Nhật Bản, thay vào đó ông chỉ tập trung khắc họa những nhân vật bình dân như công chức nhỏ, người nội trợ, chủ tiệm ăn.

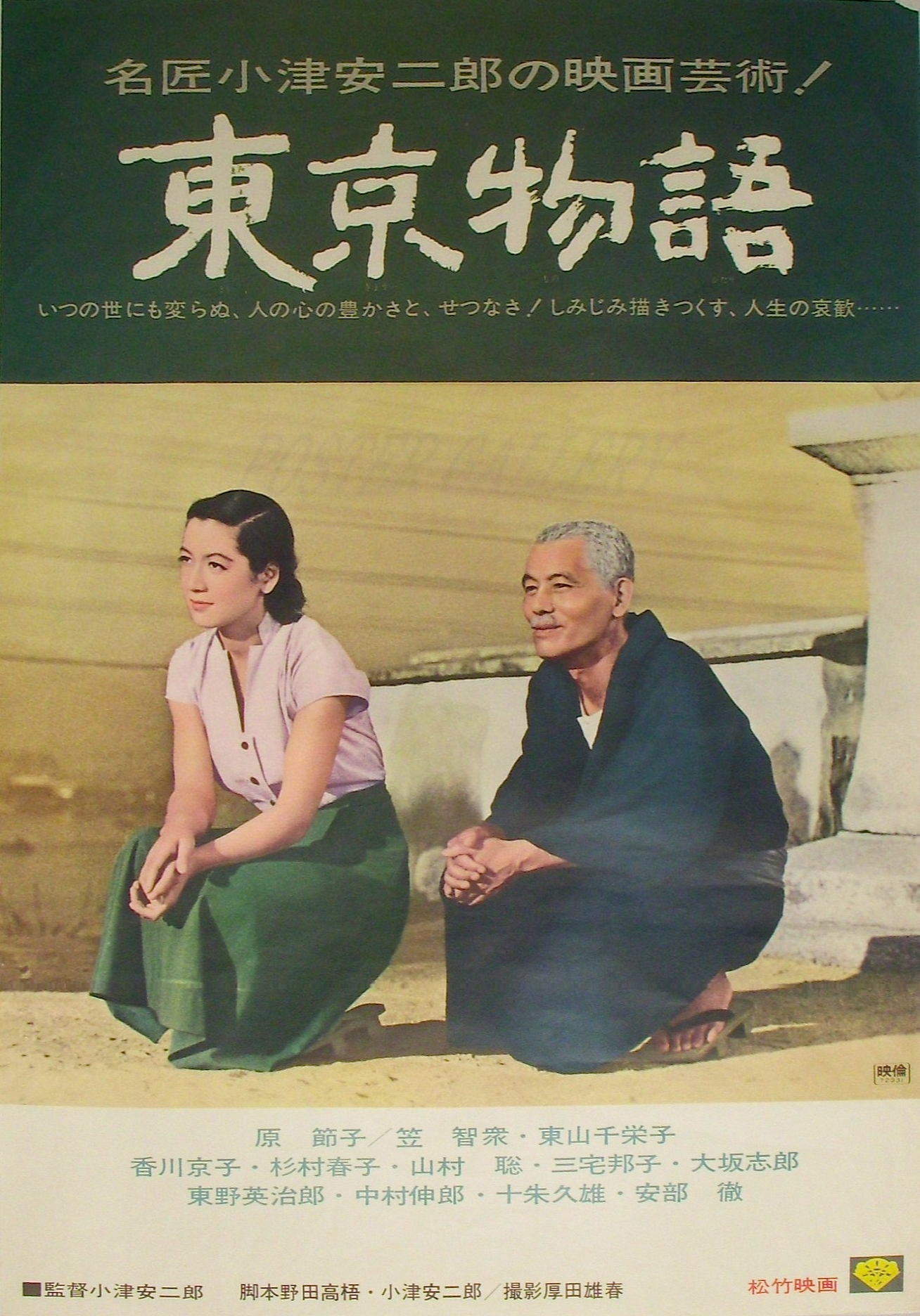
Áp phích Tokyo monogatari, tác phẩm đặc trưng nhất cho phong cách riêng của Ozu ở giai đoạn sau. Trên áp phích là một cảnh ở gần cuối phim, sau cái chết của người mẹ, người cha cùng người con dâu ngồi quay về cùng một hướng để nói chuyện, câu chuyện của hai người chỉ xoay quanh thời tiết nóng nực của mùa hè.

Gia đình là đề tài hầu như duy nhất của Ozu trong giai đoạn sau sự nghiệp, đạo diễn đặc biệt tập trung vào sự tan rã của những gia đình truyền thống Nhật Bản, sự kiện khiến cho các thành viên trong gia đình bộc lộ được hết những suy nghĩ, niềm vui, nỗi buồn thầm kín. Vốn lớn lên trong cảnh gần như vắng bóng người cha, Ozu tập trung khai thác những thời khắc quan trọng của gia đình như đám tang của cha mẹ hay những rắc rối xung quanh chuyện tìm chồng và làm đám cưới cho con gái trong gia đình. Từ phim này qua phim khác, những quan hệ vợ chồng, cha con, anh em được Ozu khắc họa hết sức tinh tế thông qua từng chi tiết nhỏ như cách chào hỏi, cách nhấn giọng trong trò chuyện hay những câu chuyện đùa. Trong phim của Ozu, khi hai nhân vật họa hợp với nhau, họ được đạo diễn khắc họa bằng những hình ảnh gần như đồng nhất, đó là hai người nhìn cùng về một hướng hoặc cùng có một dáng vẻ trong cuộc trò chuyện, còn khi hai người có tình cảm với nhau, Ozu thường cho họ biểu lộ tình cảm bằng những câu trò chuyện bâng quơ về thời tiết. Những chủ đề về gia đình được Ozu lặp lại qua nhiều bộ phim nhưng với tuyến nhân vật được thay đổi và các chi tiết phụ được mô tả tinh tế hơn, ví dụ những mối quan hệ trong Akibiyori là sự lặp lại gần như nguyên vẹn của Banshun, còn Banshun lại lấy hình mẫu từ Todake no kyodai, bộ phim cũng đề cập đến sự ly tán về gia đình vì cái chết của người cha hay chính là cốt truyện của Tokyo monogatari với nhân vật người cha được thay thế bằng người mẹ, cái chết của một trong hai người chủ gia đình là đề tài được Ozu đề cập tới nhiều lần kể từ Seishun no yume ima izuko (1936). Tuy đề tài được lặp lại nhưng tài năng của Ozu thể hiện ở chỗ những bộ phim của ông không hề giống nhau hay lặp lại ý tưởng của nhau. Sinh ra tại Tokyo, Ozu thường sử dụng bối cảnh của Tokyo cho phim của mình, từ những đường phố hiện đại tới các khu dân cư bình dân ở ngoại thành Tokyo, tất cả đều có dáng vẻ hiền hòa và tĩnh lặng trái ngược hẳn với cuộc sống sôi động thực sự của thủ đô nước Nhật, mặc dù có nhiều phim lấy cốt truyện diễn ra ở Tokyo nhưng đạo diễn lại chưa bao giờ đề cập tới thành phố như một đối tượng chính trong phim. Lý do có lẽ vì tuổi thơ sống xa Tokyo đã khiến đạo diễn chưa bao giờ coi mình là người Tokyo thực sự, đối với ông thành phố vẫn có chút gì đó xa lạ và khó có thể trở thành nhân vật cho tác phẩm của mình.
Không hứng thú với thể loại phim tâm lý gia đình, Ozu thường sử dụng những cốt truyện nhẹ nhàng, bình dị, không có cao trào kịch tính và cũng ít khi có một sự kiện trung tâm để bộ phim xoay quanh. Mỗi một tác phẩm của Ozu là những lát cắt về cuộc sống gia đình với cấu trúc không gian, thời gian mở và thường có những đoạn kết ở dạng bỏ ngỏ nhưng đầy ý nghĩa về cuộc đời, sự chia cắt, sự cô đơn và cái chết. Ở những bộ phim thực hiện cuối đời, Ozu thường xây dựng nhân vật chính là những người đàn ông thuộc thế hệ của chính đạo diễn với một vị trí xã hội nhất định nhưng vẫn còn rất nhiều lo âu và suy tư về gia đình, về xã hội như Akibiyori hay Samma no aji. Sự bình thản trước sự sống, cái chết hay hư vô trong phim của Ozu cho thấy đạo diễn chịu ảnh hưởng của đạo Phật và nhất là triết lý Thiền (Zen), dòng tư tưởng rất phổ biến ở Nhật Bản, trên mộ của ông chỉ có duy nhất một chữ Vô cũng như việc ông luôn muốn dùng điện ảnh để mô tả cái hư vô của cuộc đời. Tuy vậy cũng không nên cho rằng tác phẩm giai đoạn cuối của Ozu chỉ xoay quanh những ý niệm về Thiền, trái lại bên cạnh quan niệm thẩm mỹ về cái hư vô, vĩnh hằng, đạo diễn vẫn luôn đề cập tới cái đẹp, ý nghĩa của cuộc sống bình thường. Đạo diễn luôn mô tả một cách trân trọng những thời khắc hạnh phúc ngắn ngủi trong phim khi các nhân vật của ông thể hiện niềm vui một cách rất kín đáo thông qua những nụ cười, ánh mắt hoặc câu thoại đơn giản, những giờ phút hạnh phúc đó thường được Ozu sử dụng để đề cập tới sự gắn bó giữa các thế hệ trong gia đình, đặc biệt là giữa ông, bà với các cháu hoặc giữa bố mẹ với các con. Tuy ít đề cập tới bối cảnh xã hội nói chung nhưng nhân vật của Ozu không vì thế mà bị tách rời khỏi lịch sử nước Nhật, người ta vẫn thấy đôi khi trong các cuộc trò chuyện, các nhân vật đề cập tới những suy tư và ký ức về giai đoạn chiến tranh tàn khốc vừa đi qua. Ví dụ trong Samma no aji nhân vật người cha vốn từng là một thuyền trưởng của Hải quân Đế quốc Nhật Bản thời kì chiến tranh, một lần tình cờ ông gặp lại một binh sĩ dưới quyền cũ, hai người trong quán rượu đã bộc lộ nhiều suy nghĩ về chiến tranh như "Nếu như nước Nhật chiến thắng trong chiến tranh thì mọi việc hẳn đã khác", họ cũng nghe lại những bản nhạc của thời chiến trong tiếng cười pha chút gì đó buồn bã của các khách hàng.
Một năm trước khi qua đời, Ozu phát biểu: "Tôi luôn nói rằng mình như một người bán đậu phụ và chỉ biết làm đậu phụ. Cùng một người không thể tạo ra những bộ phim hoàn toàn khác nhau. Mặt khác, việc thưởng thức trong nhà hàng lớn nơi người ta phục vụ mọi thứ cũng không hẳn đúng đắn. Ngay cả khi chúng có vẻ giống nhau trong mắt người khác, các bộ phim của tôi cũng biểu lộ những điều hoàn toàn khác nhau và tôi luôn tìm được ở đó sự hứng thú tươi mới. Việc tôi làm giống hệt như một họa sĩ luôn tìm cách vẽ một bông hoa hồng duy nhất."

### Thực hiện

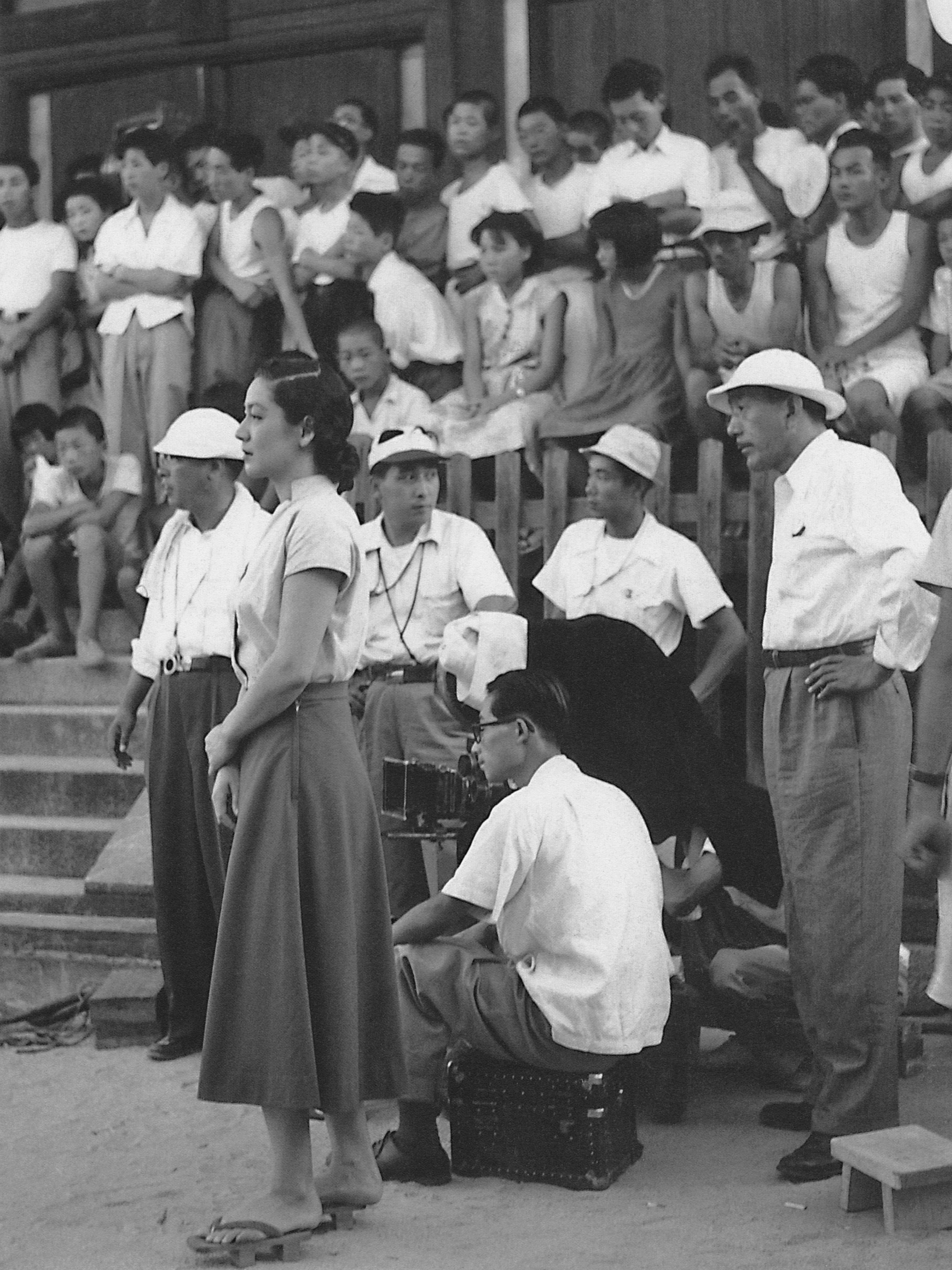
Hara Setsuko và Ozu trên trường quay của bộ phim Tokyo monogatari. Đạo diễn nổi tiếng là người khắt khe đối với từng động tác diễn xuất nhỏ nhất của diễn viên.

Ở giai đoạn đầu sự nghiệp, cách quay phim của Ozu cho thấy ông chịu ảnh hưởng nhiều từ điện ảnh phương Tây, đặc biệt là điện ảnh Mỹ, Ozu thời trẻ là người có tư tưởng Mỹ hóa và không thích xem những bộ phim Nhật Bản theo kiểu truyền thống, cho đến giữa thập niên 1930 ông vẫn là đạo diễn đi đầu trong xu hướng hiện đại hóa điện ảnh Nhật và là người nổi tiếng yêu thích phim Mỹ, đặc biệt là phim của các đạo diễn Ernst Lubitsch, King Vidor và William Wellman. Trong bộ phim sớm nhất của Ozu còn được lưu giữ đến ngày nay là Wakaki hi, đạo diễn sử dụng tất cả những kĩ thuật quay kiểu phương Tây như quay trên giá trượt (travelling), quay lia toàn cảnh (panorama) hay những cảnh quay đuổi bắt trên tuyết theo kiểu Buster Keaton. Trong giai đoạn đầu này, Ozu mô tả những cảnh bạo lực trên phim đôi khi rất tàn bạo và rất chân thực, thậm chí Ozu còn đặc tả cả những cảnh bạo lực đối với phụ nữ, điều ông không bao giờ lặp lại trong giai đoạn sau của sự nghiệp. Bộ phim hình sự Hijosen no onma của Ozu thực hiện năm 1933 có phong cách không khác gì những phim tội phạm cùng thời kì ở Hollywood như Scarface (1932) của Howard Hawks. Tuy vay mượn gần như nguyên vẹn cách xây dựng cốt truyện phức tạp và phong cách nhân vật của phim Mỹ, đạo diễn cũng dần dần loại bỏ bớt các yếu tố không phù hợp để tạo nên phong cách phương Tây nhưng vẫn mang dấu ấn riêng của ông. Bối cảnh trong phim của Ozu là sự pha trộn giữa Nhật Bản truyền thống và xã hội hiện đại, hai lối sống này luôn song hành tồn tại. Âm nhạc trong phim của Ozu cũng mang hơi thở hiện đại với những bản nhạc Jazz. Trái lại để mô tả cuộc sống thường ngày, Ozu thường dùng những cảnh tĩnh ẩn chứa những suy nghĩ của chính ông, một đặc điểm điển hình sau này trong phim Ozu, Ozu cũng sử dụng những cảnh trống, không có sự hiện diện của các nhân vật, để chuyển cảnh cho phim.
Trong phim của mình, Ozu thường không sử dụng những quy tắc điện ảnh thông thường, bản thân đạo diễn từng phát biểu: "Tôi không tin rằng điện ảnh có một quy tắc." và "Không có hình mẫu nào nói rằng người ta nên làm gì. Khi một phim xuất sắc ra đời, nó tạo ra một quy tắc phù hợp cho chính bộ phim đó và như thế người ta có thể làm điện ảnh theo ý của họ.", vì quan niệm này nên những bộ phim của Ozu đôi khi được gọi là những tác phẩm phản điện ảnh (anti-cinéma). Ozu nổi tiếng là một đạo diễn cầu toàn, các cảnh quay của đạo diễn khi lên phim thường có vẻ đơn giản nhưng đều được đạo diễn cho quay đi quay lại nhiều lần để tìm được thời điểm mà cảm xúc của các diễn viên kết tinh nhằm thể hiện tốt nhất ý đồ của ông. Các diễn viên thường được Ozu xác định chặt chẽ cách họ chuyển động, đọc thoại tới từng chi tiết nhỏ như số bước chân cần bước, số lần khuấy thìa cần thực hiện, sao cho các diễn viên thể hiện được sự gắn bó của nhân vật mà họ thể hiện. Với Ozu, từng cử chỉ, dù là nhỏ nhất của các nhân vật, cũng xứng đáng có được sự quan tâm của người xem, vì vậy đạo diễn luôn có mặt để chỉ đạo mọi cảnh quay dù là nhỏ và phụ nhất và luôn đích thân ngắm trước qua ống kính để xem quay phim có tuân thủ ý đồ của mình không. Để đảm bảo sự cân bằng cho bối cảnh quay, Ozu càng về cuối sự nghiệp càng hạn chế máy quay chuyển động, cũng vì lý do này mà ông rất ghét những động tác diễn quá mức của diễn viên. Kịch bản phân cảnh được Ozu chuẩn bị rất cẩn thận, ông còn ghi cả số mét phim cần thiết cho mỗi cảnh quay và thời gian dự kiến của cảnh quay đó. Chính vì có phong cách đạo diễn cực kì khắt khe nên Ozu thường chỉ làm việc với một nhóm làm phim cố định và quen thuộc với phong cách của ông như nhà biên kịch Noda Kogo hay nhà quay phim Atsuta Yuharu, chỉ có họ mới có thể hiểu ngay ý của đạo diễn và giúp ông có thời gian hoàn thiện bộ phim theo phong cách của mình. Phong cách làm phim của Ozu hoàn toàn trái ngược với Mizoguchi Kenji, một đạo diễn cùng thời với Ozu và cũng là đại diện xuất sắc của điện ảnh Nhật Bản,
Bối cảnh phim của Ozu trong giai đoạn sau thường được xây dựng rất tinh tế, thoạt nhìn có vẻ đơn giản nhưng ẩn chứa nhiều chi tiết có ý nghĩa sâu sắc. Khác với Mizoguchi Kenji hay Kurosawa Akira, những đạo diễn thường tận dụng yếu tố thời tiết như sương mù hay mưa để làm bối cảnh ngoại cảnh, ngoại cảnh trong phim của Ozu, nhất là giai đoạn sau, thường chỉ có một trạng thái thời tiết duy nhất, đó là trời xanh, ít mây và nhiều nắng bất kể mùa nào trong năm, đây là đặc điểm trái ngược với thời tiết thông thường ở Nhật Bản vốn có một mùa mưa trong năm, vì vậy rõ ràng điện ảnh của Ozu không chỉ mang tính chất Nhật Bản. Nếu như ở giai đoạn đầu sự nghiệp Ozu đôi khi dùng yếu tố mưa trong phim thì ở giai đoạn sau, đạo diễn chỉ sử dụng cảnh trời mưa trong hai bộ phim, đó là Munakata shimai (1950) và Ukigusa (1959), hai tác phẩm Ozu không quay ở Shochiku. Sự lạnh giá, một yếu tố điển hình khác của nước Nhật, cũng hiếm khi có mặt trong phim của Ozu vì người ta ít khi thấy nhân vật trong phim Ozu mặc áo khoác dày, bộ phim duy nhất ở giai đoạn sau Ozu sử dụng yếu tố lạnh giá làm thời tiết chủ đạo cho phim đó là Tokyo boshoku, tác phẩm mang màu sắc u tối nhất của ông.

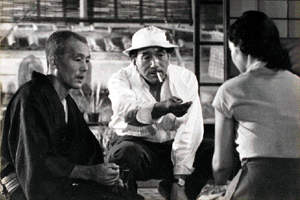
Ozu đang chỉ đạo cho Ryu Chishu và Hara Setsuko trong một cảnh quay của Tokyo monogatari.

Đặc điểm nổi bật trong phim của Ozu là những góc quay tĩnh, thấp với máy quay được đặt gần sát với mặt đất ngang tầm với nhân vật ngồi trên chiếu tatami, một kiểu ngồi truyền thống của người Nhật. Từ thập niên 1920, Thomas Kukihara đã đề cập tới ý tưởng về những cảnh quay khác với quy tắc hình ảnh thông thường trong điện ảnh này vì ông cho rằng nó phù hợp với cách ngồi và cách bố trí nhà thấp của người Nhật, tuy nhiên Ozu mới là người hiện thực hóa và hoàn thiện góc máy quay đặc sắc này. Nếu như ở thời kì đầu, Ozu thường sử dụng rất nhiều cú máy "travelling" thì bắt đầu từ Banshun, các cảnh quay chuyển động ngày càng ít trong phim Ozu và sau cú máy travelling trong Soshun (1956) thì đạo diễn chỉ còn sử dụng các cảnh tĩnh cho phim của ông. Để phù hợp với nhịp điệu chậm rãi của phim, Ozu thường chọn các bản nhạc truyền thống của Nhật Bản hoặc Á Đông để làm nhạc nền thay thế cho những bản Jazz hiện đại trong thời kì đầu, nhịp điệu hoài cổ và có chút gì đó đau buồn của những bản nhạc này được lặp lại trong suốt bộ phim để làm nổi bật hơn tâm trạng của các nhân vật. Bản thân sự thay đổi về trạng thái, sự kiện trong phim cũng tạo thành một nhịp điệu, một bản nhạc của riêng Ozu. Thay thế cho sự chuyển động trong hình ảnh, Ozu sử dụng những hình ảnh tĩnh trong đó nhiều yếu tố cùng tồn tại và đem lại cho mỗi hình ảnh nhiều ý nghĩa khác nhau, vì thế nếu như điện ảnh giàu chuyển động được gọi là "điện ảnh tự do" thì cách sử dụng hình ảnh tĩnh nhiều lớp nghĩa của Ozu cũng có thể coi là "điện ảnh tự do" theo một cách riêng. Phong cách thể hiện cảm xúc và suy nghĩ thông qua những chi tiết nhỏ và tinh tế cũng trở thành một đặc điểm nhận dạng riêng của Ozu, người ta thậm chí đã ví Miyazaki Hayao là một "Ozu của thế giới phim hoạt hình" vì chỉ cần thông qua những cử động rất nhỏ của nhân vật Totoro trong Tonari no Totoro, Miyazaki cũng đã đem lại được cảm xúc hạnh phúc cho khán giả xem phim. Chính nghịch lý giữa cách quay đơn giản và khối lượng cảm xúc, suy nghĩ sâu sắc, dồi dào đã khiến phim của Ozu có được giá trị lớn ở tầm quốc tế. Các cảnh đơn trong phim của đạo diễn thường có thời gian ngắn, Ozu nói với diễn viên rằng ông chỉ cho một cảnh diễn xuất đơn của họ có độ dài dưới một phút. Ozu thường chuyển cảnh bằng những cảnh trống rỗng, đó là những khuôn hình rộng không có sự xuất hiện của nhân vật, của con người, những cảnh trống rỗng của Ozu tương tự như những khoảng lặng trong âm nhạc giúp cộng hưởng nội dung của những cảnh quay trước đó.

### Diễn viên

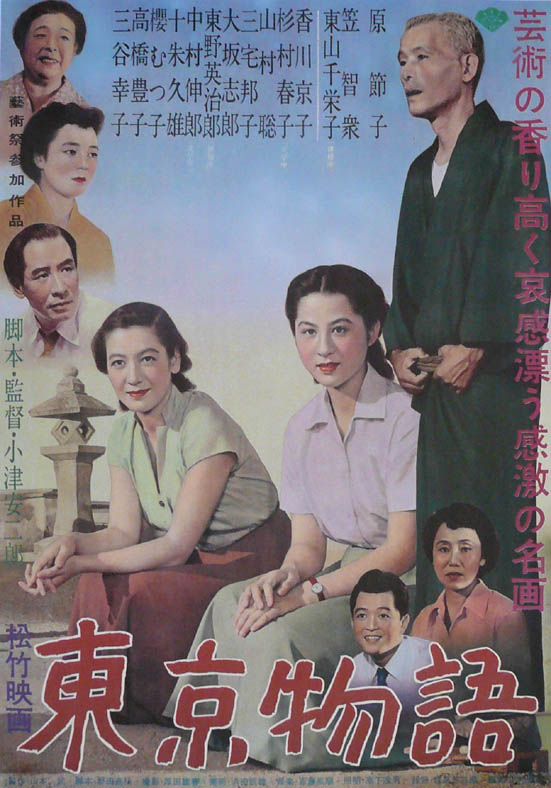
Áp phích phim Tokyo monogatari với chân dung nhiều diễn viên quen thuộc của Ozu. Từ trái qua phải, hình lớn: Higashiyama Chieko, Miyake Kuniko, Yamamura Sō, Hara Setsuko, Kagawa Kyōko, Ryu Chishu. Hình nhỏ: Osaka Shirô và Sugimura Haruko.

Cũng vì phong cách làm phim khắt khe và cách chỉ đạo diễn xuất tỉ mỉ nên trong giai đoạn sau của sự nghiệp, Ozu Yasujirō thường gắn bó với một nhóm diễn viên quen thuộc, những người có khả năng nắm bắt nhanh ý đồ của đạo diễn và có đủ kiên nhẫn để đóng một cảnh duy nhất nhiều lần nhằm đạt tới sự hoàn hảo theo ý của Ozu. Việc sử dụng một nhóm diễn viên quen thuộc và thường đóng với nhau như một gia đình còn giúp Ozu tận dụng được sự gắn kết tự nhiên giữa các diễn viên cho diễn xuất của họ trong phim. Trong nhóm diễn viên này nổi bật có Ryu Chishu, Hara Setsuko và Sugimura Haruko. Hara Setsuko được coi là ngôi sao nổi tiếng nhất của điện ảnh Nhật trong giai đoạn hoàng kim thập niên 1950. Kể từ năm 1949, cô được Ozu mời đóng vai cô con gái ông giáo sư trong Banshun, tác phẩm đánh dấu bước ngoặt sự nghiệp cho Hara Setsuko. Ở các phim sau này của Ozu, Hara Setsuko thường thủ vai những người phụ nữ có phong cách truyền thống Nhật Bản với trang phục kimono, cách cư xử và nói chuyện nhẹ nhàng, kín đáo, luôn cởi mở nhưng cũng luôn ẩn giấu trong lòng nhiều tâm sự không thể khám phá. Trừ Akibiyori trong đó Hara Setsuko thủ vai một người vợ góa, ở các phim khác của Ozu vai diễn của Hara Setsuko đều là những cô con gái của gia đình, biểu tượng cho hình ảnh phụ nữ trong trắng và tiết hạnh của Nhật Bản. Trên trường quay Hara Setsuko và đạo diễn Ozu có mối gắn bó đặc biệt, vốn đã nổi tiếng khắt khe nhưng đạo diễn còn nghiêm khắc hơn đối với Hara Setsuko so với các diễn viên khác, ông thường yêu cầu cô diễn đi diễn lại tới mức hoàn hảo kể cả những cảnh đơn giản nhất, tuy vậy Ozu, một người hiếm khi khen ngợi diễn viên, cũng dành cho Hara những lời khen vì diễn xuất xuất sắc của cô. Sau khi Ozu qua đời (12 tháng 12 năm 1963) chỉ vài ngày, Hara Setsuko, người lúc này đang ở đỉnh cao của sự nghiệp, đã lặng lẽ rút khỏi làng điện ảnh Nhật Bản và không bao giờ còn quay trở lại đóng phim, Hara thậm chí còn từ chối mọi lời mời phỏng vấn và chụp hình, bà ở ẩn tại Kamakura, không xa nơi an nghỉ của Ozu.
Được coi là một trong những diễn viên được Ozu yêu thích nhất, Ryu Chishu đã tham gia phim của Ozu từ năm 1929 với Wakaki hi, trong phim này lần đầu tiên Ryu, diễn viên trước đó chỉ đóng các vai phụ sinh viên hoặc binh lính, được giao một vai ở tuyến nhân vật chính. Do yêu cầu của nhân vật nên Ryu Chishu phải hóa trang thành một người đàn ông trung niên già hơn tuổi thật của Ryu, cảm thấy hình ảnh này phù hợp với ông, Ozu sau này luôn giao cho Ryu những vai ở độ tuổi trung niên hoặc người đã cao tuổi. Ở giai đoạn sau của đạo diễn, Chishu Ryu tham gia hầu như tất cả các phim của Ozu, ông thường vào vai những người cha hiền lành, ít nói nhưng luôn quan tâm tới các thành viên khác trong gia đình. Sugimura Haruko vốn là một diễn viên thuộc dòng phim shingeki (điện ảnh hiện thực mới) với những vai diễn phụ nữ có tính cách đơn giản. Vốn ít khi lựa chọn các diễn viên shingeki cho phim của mình, Ozu đã phát hiện được Sugimura cho Banshun trong đó cô đã chứng tỏ được tài năng của mình trong một vai phụ nữ có tuổi và ẩn chứa nhiều suy nghĩ. Kể từ sau Banshun, Sugimura tiếp tục tham gia các phim của Ozu trong những vai diễn rất khác nhau, từ một đứa con vì những lo toan đời thường mà không thể chăm sóc cha mẹ trong Tokyo monogatari tới bà nội trợ nhiều tính toán trong Ohayo và cô gái ở vậy chăm sóc người cha già trong Samma no aji, bộ phim cuối cùng của Ozu. Với những nhân vật phụ, Ozu đôi khi cũng chọn duy nhất mộ diễn viên với vai diễn phụ lặp lại qua nhiều phim, ví dụ như Takahashi Toyo luôn là nữ diễn viên được Ozu chọn vào vai bà chủ nhà hàng hoặc quán rượu sake nơi các nhân vật chính gặp mặt.

## Di sản

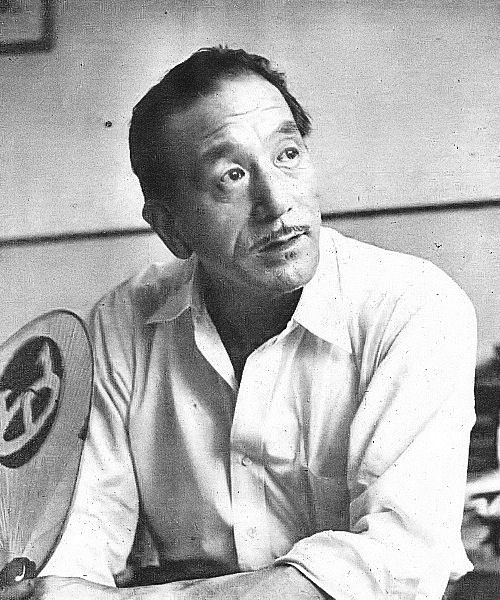
Ozu trên tạp chí The Mainichi Graphic xuất bản vào tháng 8 năm 1951

Trong số hơn 40 bộ phim Ozu thực hiện trong giai đoạn 1927-1945 nhiều phim đã bị thất lạc và một số chỉ mới được tìm lại từ thập niên 1970 trong các kho chứa của những hãng phim lớn, người ta không thể tìm lại được 18 bộ phim của đạo diễn trong đó có phim đầu tay của ông là Zange no yaiba. Sự mất mát này khiến người ta khó có thể xây dựng được hình ảnh toàn diện về hoạt động điện ảnh của Ozu cũng như đóng góp của đạo diễn cho nền điện ảnh Nhật ở giai đoạn đầu sự nghiệp. Tuy phong cách thực hiện tỉ mỉ, cầu toàn và mang đậm dấu ấn cá nhân khiến Ozu không có người kế tục trong phong cách đạo diễn vì gần như không ai có thể bắt chước lại cách làm này, nhiều bộ phim của ông vẫn mở ra những đề tài mới cho điện ảnh Nhật Bản và được nhiều đạo diễn ở thế hệ sau khai thác. Ví dụ bộ phim xuất sắc năm 1932 của ông là Umarete wa mita keredo là tác phẩm đầu tiên đề cập tới mối quan hệ gia đình giữa một người cha nhu nhược và đứa con mạnh mẽ, đề tài được lặp lại trong một số phim Nhật Bản sau này như Jarinko Chie (Chie, cô bé hạt tiêu, 1981), phim hoạt hình của Takahata Isao, Gumo furo (1982) của Mazaki Mamoru hay Muno no Hito (1991) của Takenaka Naoto. Bộ phim Wakaki hi do Ozu đạo diễn năm 1929 cũng là một trong những phim Nhật đầu tiên nói tới cuộc sống của những sinh viên, tầng lớp chỉ được điện ảnh Nhật Bản tập trung khai thác từ thập niên 1970. Các bộ phim giản dị, tĩnh lặng ở giai đoạn sau của Ozu vốn phản ảnh những giá trị và hình ảnh cũ của Tokyo và gia đình Nhật Bản, vì vậy sau khi đạo diễn qua đời năm 1963, hầu như không đạo diễn Nhật nào còn tìm cách lặp lại khái niệm về sự thanh thản này. Mãi tới thập niên 1990 thì sự chán nản với cuộc sống công nghiệp và mong muốn quay trở lại những giá trị truyền thống mới khiến các bộ phim của Ozu trở thành hình mẫu điện ảnh mới, Ichikawa Jun đã thử nghiệm phong cách thực hiện phim rất riêng của Ozu trong Tokyo kyodai (1995), Tokiwaso no seishun (1996) và Tokyo yakyoku (1997), đây là những tác phẩm mô tả một Tokyo tĩnh lặng, bình thản theo kiểu Ozu. Một số đạo diễn khác cũng tìm cách khắc họa những chi tiết nhỏ nhặt không đáng kể trong cuộc sống của tầng lớp bình dân theo kiểu Ozu như Shimazu Mikio với Tokyo hiyori và đặc biệt là Haneda Sumiko với Kabuki yakusha nizaemon kataoka - Tosen no maki (1995), bộ phim được coi là gần gũi nhất với những tác phẩm của Ozu.
Nếu như những bộ phim của Mizoguchi Kenji hay Kurosawa Akira được điện ảnh thế giới biết tới và đánh giá cao ngay từ đầu thập niên 1950 thông qua các liên hoan phim ở châu Âu thì tài năng của Ozu Yasujirō hay Naruse Mikio chỉ được giới thiệu ở phương Tây hai hoặc ba mươi năm sau đó với lý do là người Nhật không tin rằng khán giả phương Tây có thể cảm thụ được những bộ phim mang đậm phong cách Nhật Bản của Ozu hay Naruse, những tác phẩm mà ngay ở Nhật cũng chưa bao giờ đạt thành công về mặt thương mại vì vậy phim của Ozu không được các hãng phim gửi tham gia dự tranh tại những liên hoan phim quốc tế. Bản thân đạo diễn về cuối đời cũng nhận xét rằng điện ảnh Nhật Bản có hai dòng chính, "bè cao" với đại diện tiêu biểu là Mizoguchi hay Kurosawa và "bè trầm" với đại diện là ông và Naruse. Thông qua những bộ phim của Ozu, khán giả phương Tây dần có được khái niệm về tâm hồn bình thản và kìm nén của người Nhật cũng như mô hình của một gia đình Nhật Bản kiểu truyền thống trong đó mọi thành viên đều có mối quan hệ gắn bó chặt chẽ. Đạo diễn nổi tiếng người Pháp François Truffaut nhận xét rằng: "Tôi chưa từng được xem bộ phim Nhật nào có được vẻ đẹp lạ thường như phim của Ozu. Điện ảnh của ông ấy mang tính Nhật Bản một cách hết sức sâu sắc." Tuy vậy, phong cách của Ozu được nhiều nhà phê bình ngợi khen là luôn mang tính thời đại và phù hợp với mọi nền văn hóa. Yoshida Kiju, tác giả cuốn Ozu ou l'anti-cinéma cũng cho rằng Ozu không hoàn toàn là một đạo diễn theo phong cách truyền thống Nhật Bản, quan niệm thẩm mỹ trong phim của ông được tạo ra bởi chính Ozu chứ không hoàn toàn tuân theo mỹ học truyền thống của nước Nhật. Quan điểm này của Yoshida được một nhà phê bình điện ảnh Nhật khác là Hasumi Shiguehiko, tác giả cuốn Yasujiro Ozu tán thành. Nhiều bộ phim của Ozu cho đến nay vẫn được coi là những kiệt tác của điện ảnh thế giới như Umaretewa mita keredo, Banshun, Samma no aji và nhất là Tokyo monogatari, bộ phim thường xuyên nằm trong danh sách những tác phẩm điện ảnh xuất sắc nhất mọi thời đại.
Theo đạo diễn Nguyễn Vinh Sơn, người có tác phẩm Trăng nơi đáy giếng chịu ảnh hưởng của Ozu, thì hầu hết các nhà làm phim chuyên nghiệp quốc tế mà ông đã gặp đều coi những bộ phim của Ozu có một phong cách riêng, phong cách Ozu, và đều rất yêu thích phong cách đó. Năm 2003 nhân kỉ niệm 100 năm ngày sinh và 40 năm ngày mất của Ozu, hãng Shochiku đã mời đạo diễn Đài Loan Hầu Hiếu Hiền thực hiện bộ phim Café Lumière với nhiều chi tiết nhắc nhớ lại Tokyo monogatari của Ozu, theo Hầu Hiếu Hiền, sau khi xem xong Café Lumière, khán giả sẽ hiểu hơn những bộ phim của Ozu nếu thưởng thức lại chúng, bộ phim đã được chọn dự thi chính thức tại Liên hoan phim Venezia. Cũng trong năm 2003, đạo diễn người Iran Abbas Kiarostami cho ra đời một bộ phim tài liệu có tên Panj (Năm) gồm năm phim ngắn quay theo phong cách Ozu, Kiarostami làm bộ phim này để tưởng nhớ tới đạo diễn Nhật Bản mà ông yêu thích. Nhân dịp kỉ niệm 100 năm ngày sinh của Ozu, một hội thảo lớn về Ozu đã được tổ chức tại Tokyo, Nhật Bản vào đúng ngày sinh nhật của ông, 12 tháng 12. Bản thân Hầu Hiếu Hiền, một đạo diễn phim nghệ thuật nổi tiếng, cũng là người yêu thích phim của Ozu và có nhiều bộ phim nghệ thuật mang phong cách chậm rãi tương tự như Ozu, mặc dù vậy theo đạo diễn thì phong cách làm phim của ông và Ozu là không hẳn giống nhau. Ngoài Hầu Hiếu Hiền, nhiều đạo diễn tên tuổi khác của điện ảnh thế giới cũng tỏ sự mến mộ và kính trọng đối với phong cách của Ozu như Wim Wenders, Aki Kaurismäki hay Paul Schrader. Đạo diễn người Phần Lan Aki Kaurismäki nhận xét: "Tuy chịu ảnh hưởng của điện ảnh Mỹ nhưng tôi vẫn hết sức kính trọng Ozu, người không cần dùng tới những vụ án mạng, những hành động bạo lực, nhưng vẫn đạt tới được sự tinh túy trong cuộc sống con người", nhà điện ảnh Đức Wim Wenders thì bộc lộ: "Với tôi, những bộ phim của Ozu là một kho báu thiêng liêng của điện ảnh, vì thế việc viếng thăm ngôi mộ của đạo diễn cũng phần nào đó giống như một cuộc hành hương vậy". Win Wenders từng thực hiện một bộ phim tài liệu về Ozu có tựa đề Tokyo-Ga (1985), bộ phim đã được chọn tham gia Liên hoan phim Cannes 1985 ở hạng mục Un Certain Regard. Paul Schrader, tác giả của American Gigolo, đã viết cuốn sách Transcendental style in film: Ozu, Bresson, Dreyer để phân tích ảnh hưởng của đạo diễn người Nhật đối với riêng ông và điện ảnh phương Tây, trong các cuộc bầu chọn phim hay nhất Schrader cũng luôn bầu cho Tokyo monogatari ở vị trí thứ nhất vì ông yêu thích bộ phim này và tin rằng mọi người cũng sẽ bầu tương tự như ông.

## Danh sách phim
Dưới đây là danh sách phim do Ozu Yasujirō đạo diễn. Tổng cộng đạo diễn đã thực hiện 53 bộ phim truyện và 1 phim tài liệu, trong số này có 35 phim câm (hiện chỉ còn lưu giữ được 17 phim), 13 phim nói đen trắng và 6 phim màu. Trừ ba bộ phim thực hiện cho các hãng Daei, Toho và Shin-Toho thì toàn bộ các tác phẩm còn lại đều được Ozu thực hiện cho hãng Shochiku. Trong số 53 phim truyện thì Ozu tham gia biên kịch cho 17 phim và góp ý tưởng biên kịch cho 14 phim khác.
| Danh sách tác phẩm của Ozu Yasujirō | Danh sách tác phẩm của Ozu Yasujirō                                           | Danh sách tác phẩm của Ozu Yasujirō                                    | Danh sách tác phẩm của Ozu Yasujirō | Danh sách tác phẩm của Ozu Yasujirō                                                                                             |
| Năm                                 | Phim                                                                          | Biên kịch                                                              | Hãng sản xuất                       | Ghi chú |
| ----------------------------------- | ----------------------------------------------------------------------------- | ---------------------------------------------------------------------- | ----------------------------------- | --- |
| Phim câm                            |                                                                               |                                                                        |                                     | |
| 1927                                | Zange no yaiba (懺悔の刃)                                                     | Noda Kogo (dựa trên ý tưởng của Ozu)                                   | Shochiku/Kamata                     | Đã thất lạc |
| 1928                                | Wakodo no yume (若人の夢)                                                     | Ozu Yasujirō                                                           | Shochiku/Kamata                     | Đã thất lạc |
| 1928                                | Nyobo funshitsu (女房紛失)                                                    | Yoshida Momosuke                                                       | Shochiku/Kamata                     | Đã thất lạc |
| 1928                                | Kabocha (カボチャ)                                                            | Kitamura Komatsu (dựa trên ý tưởng của Ozu)                            | Shochiku/Kamata                     | Đã thất lạc |
| 1928                                | Hikkoshi fufu (引越し夫婦)                                                    | Fushimi Akira                                                          | Shochiku/Kamata                     | Đã thất lạc |
| 1928                                | Nikutaibi (肉体美)                                                            | Fushimi Akira                                                          | Shochiku/Kamata                     | Đã thất lạc |
| 1929                                | Takara no yama (宝の山)                                                       | Fushimi Akira (dựa trên ý tưởng của Ozu)                               | Shochiku/Kamata                     | Đã thất lạc |
| 1929                                | Wakaki hi (学生ロマンス 若き日)                                               | Fushimi Akira                                                          | Shochiku/Kamata                     | Phim đầu tiên của Ozu còn được lưu giữ nguyên vẹn.                                                                              |
| 1929                                | Wasei kenka tomodachi (和製喧嘩友達)                                          | Noda Kogo                                                              | Shochiku/Kamata                     | Đã thất lạc |
| 1929                                | Daigaku wa deta keredo (学生ロマンス 若き日)                                  | Aramaki Yoshiro                                                        | Shochiku/Kamata                     | Hiện chỉ còn lưu giữ được 10 phút.                                                                                              |
| 1929                                | Kaishain seikatsu (会社員生活)                                                | Noda Kogo (dựa trên ý tưởng của Ozu)                                   | Shochiku/Kamata                     | Đã thất lạc |
| 1929                                | Tokkan kozo (突貫小僧)                                                        | Ikeda Tadao                                                            | Shochiku/Kamata                     | |
| 1930                                | Kekkongaku nyumon (結婚学入門)                                                | Noda Kogo                                                              | Shochiku/Kamata                     | Đã thất lạc |
| 1930                                | Hogarakani ayume (朗かに歩め)                                                 | Ikeda Tadao                                                            | Shochiku/Kamata                     | |
| 1930                                | Rakudai wa shita keredo (落第はしたけれど)                                    | Fushimi Akira (dựa trên ý tưởng của Ozu)                               | Shochiku/Kamata                     | |
| 1930                                | Sono yo no tsuma (その夜の妻)                                                 | Noda Kogo                                                              | Shochiku/Kamata                     | |
| 1930                                | Erogami no onryo (エロ神の怨霊)                                               | Noda Kogo                                                              | Shochiku/Kamata                     | Đã thất lạc |
| 1930                                | Ashi ni sawattan koun (足に触った幸運)                                        | Noda Kogo                                                              | Shochiku/Kamata                     | Đã thất lạc |
| 1930                                | Ojosan (お嬢さん)                                                             | Kitamura Komatsu                                                       | Shochiku/Kamata                     | Đã thất lạc |
| 1931                                | Shukujo to hige (淑女と髭)                                                    | Kitamura Komatsu                                                       | Shochiku/Kamata                     | |
| 1931                                | Bijin aishu (美人と哀愁)                                                      | Ikeda Tadao (dựa trên tác phẩm của Henri de Régnier)                   | Shochiku/Kamata                     | Đã thất lạc |
| 1931                                | Tokyo no korasu (東京の合唱)                                                  | Noda Kogo                                                              | Shochiku/Kamata                     | |
| 1932                                | Haru wa gofujin kara (春は御婦人から)                                         | Ikeda Tadao (dựa trên ý tưởng của James Maki - tức Ozu)                | Shochiku/Kamata                     | Đã thất lạc |
| 1932                                | Otona no miru ehon umarete wa mita keredo (大人の見る繪本 生れてはみたけれど) | Fushimi Akira (dựa trên ý tưởng của James Maki - tức Ozu)              | Shochiku/Kamata                     | |
| 1932                                | Seishun no yume ima izuko (靑春の夢いまいづこ)                                | Noda Kogo                                                              | Shochiku/Kamata                     | |
| 1932                                | Mata au hi made (また逢ふ日まで)                                              | Noda Kogo                                                              | Shochiku/Kamata                     | Đã thất lạc |
| 1933                                | Tokyo no onna (東京の女)                                                      | Noda Kogo (dựa trên tác phẩm của Ernst Schwarz)                        | Shochiku/Kamata                     | |
| 1933                                | Hijosen no onna (非常線の女)                                                  | Ikeda Tadao (dựa trên ý tưởng của James Maki - tức Ozu)                | Shochiku/Kamata                     | |
| 1933                                | Dekigokoro (出来ごころ)                                                       | Ikeda Tadao (dựa trên ý tưởng của James Maki - tức Ozu)                | Shochiku/Kamata                     | |
| 1934                                | Haha o kowazuya (母を恋はずや)                                                | Noda Kogo                                                              | Shochiku/Kamata                     | |
| 1934                                | Ukigusa monogatari (浮草物語)                                                 | Ikeda Tadao (dựa trên ý tưởng của James Maki - tức Ozu)                | Shochiku/Kamata                     | |
| 1935                                | Hakoiri musume (箱入娘)                                                       | Noda Kogo                                                              | Shochiku/Kamata                     | Đã thất lạc |
| 1935                                | Tokyo no yado (東京の宿)                                                      | Ikeda Tadao, Arata Masao (dựa trên ý tưởng của Uinzato Mone - tức Ozu) | Shochiku/Kamata                     | |
| 1935                                | Kikugoro kagamijishi (菊五郎の鏡獅子)                                         |                                                                        | Shochiku/Ofuna                      | Phim tài liệu |
| 1936                                | Daigaku yoitoko (大学よいとこ)                                                | Arata Masao (dựa trên ý tưởng của James Maki - tức Ozu)                | Shochiku/Kamata                     | Đã thất lạc. |
| Phim nói, đen trắng                 |                                                                               |                                                                        |                                     | |
| 1936                                | Hitori musuko (一人息子)                                                      | Ikeda Tadao, Arata Masao (dựa trên ý tưởng của James Maki - tức Ozu)   | Shochiku/Ofuna                      | |
| 1937                                | Shukujo wa nani o wasuretaka (淑女は何を忘れたか)                             | Fushimi Akira, James Maki - tức Ozu                                    | Shochiku/Ofuna                      | |
| 1941                                | Todake no kyodai (戸田家の兄妹)                                               | Ikeda Tadao, Ozu Yasujirō                                              | Shochiku/Ofuna                      | Phim đầu tiên Ozu hợp tác với nhà quay phim Atsuta Yuharu.                                                                      |
| 1942                                | Chichi ariki (父ありき)                                                       | Ikeda Tadao                                                            | Shochiku/Ofuna                      | |
| 1947                                | Nagaya shinshiroku (長屋紳士録)                                               | Ikeda Tadao, Ozu Yasujirō                                              | Shochiku/Ofuna                      | Phim đầu tiên của Ozu sau 5 năm và cũng là phim đầu tiên của đạo diễn sau chiến tranh.                                          |
| 1948                                | Kaze no naka no mendori (風の中の牝鶏)                                        | Saito Ryosuke, Ozu Yasujirō                                            | Shochiku/Ofuna                      | |
| 1949                                | Banshun (晩春)                                                                | Noda Kogo, Ozu Yasujirō                                                | Shochiku/Ofuna                      | Phim đánh dấu bước ngoặt trong sự nghiệp của đạo diễn. Phim đầu tiên của Ozu có sự tham gia của Setsuko Hara và Sugimura Haruko |
| 1950                                | Munakata shimai (宗方姉妹)                                                    | Noda Kogo, Ozu Yasujirō (dựa trên tác phẩm của Osaragi Jiro)           | Shin-Toho                           | Phim đầu tiên Ozu thực hiện bên ngoài hãng Shochiku.                                                                            |
| 1951                                | Bakushu (麥秋)                                                                | Noda Kogo, Ozu Yasujirō                                                | Shochiku/Ofuna                      | |
| 1952                                | Ochazuke no aji (お茶漬けの味)                                                | Noda Kogo, Ozu Yasujirō                                                | Shochiku/Ofuna                      | |
| 1953                                | Tokyo monogatari (東京物語)                                                   | Noda Kogo, Ozu Yasujirō                                                | Shochiku/Ofuna                      | Bộ phim được nhiều nhà phê bình đánh giá là xuất sắc nhất trong sự nghiệp của đạo diễn.                                         |
| 1956                                | Soshun (早春)                                                                 | Noda Kogo, Ozu Yasujirō                                                | Shochiku/Ofuna                      | |
| 1957                                | Tokyo boshoku (東京暮色)                                                      | Noda Kogo, Ozu Yasujirō                                                | Shochiku/Ofuna                      | |
| Phim màu                            |                                                                               |                                                                        |                                     | |
| 1958                                | Higanbana (彼岸花)                                                            | Noda Kogo, Ozu Yasujirō (dựa trên tác phẩm của Satomi Ton)             | Shochiku/Ofuna                      | |
| 1959                                | Ohayo (お早よう)                                                              | Noda Kogo                                                              | Shochiku/Ofuna                      | |
| 1959                                | Ukigusa (浮草)                                                                | Noda Kogo, Ozu Yasujirō                                                | Daiei                               | |
| 1960                                | Akibiyori (秋日和)                                                            | Noda Kogo, Ozu Yasujirō (dựa trên tác phẩm của Satomi Ton)             | Shochiku/Ofuna                      | |
| 1961                                | Kohayagawake no aki (小早川家の秋)                                            | Noda Kogo, Ozu Yasujirō                                                | Toho                                | |
| 1962                                | Samma no aji (秋刀魚の味)                                                     | Noda Kogo, Ozu Yasujirō                                                | Shochiku/Ofuna                      | |